# Курское княжество
Ку́рское кня́жество — удельное княжество, существовавшее в XI—XIII веках во время феодальной раздробленности на Руси, находилось в юго-восточной части Новгород-Северского княжества. Центром княжества был город Курск (Куреск).

## История
В 1094—1095 годах первым курским князем был сын Владимира Мономаха Изяслав. Его отец, потеряв Чернигов в 1094 году, смог удержать Курск на время войны с Олегом Святославичем, но по решению Любечского съезда (1097) вынужден был его вернуть. Некоторые исследователи считают, что княжеский стол возник в Курске в более ранний период — в 1077 или 1068 году.
Завладевший в 1127 году в нарушение наследственных прав своего дяди Черниговом Всеволод Ольгович вынужден был отдать Курск с Посемьем киевскому князю Мстиславу Великому, чтобы избежать его вмешательства. В середине 1130-х годов благодаря конфликту между младшими Мономаховичами и Мстиславичами Всеволоду удалось вернуть Курск: «что наш отец держал при вашем отце, того же и мы хотим». Лишь в 1164 году по распределению столов после смерти Святослава Ольговича окончательно складывается Курское княжество, и курский княжеский стол становится постоянным. Курское княжество было одним из уделов Новгород-Северского княжества, находившегося под властью младшей ветви Ольговичей.
В 1183—1185 годах курский князь Всеволод Святославич с дружиной участвовал в походах своего брата, новгород-северского князя Игоря Святославича, на половцев. Неудачному походу князя Игоря в мае 1185 года посвящено «Слово о полку Игореве».
В начале XIII века после черниговского съезда князей (1206) и потери Галича и Волыни (1211) Курское княжество, возможно, осталось главным владением Святославичей. Как считает Л. Войтович, князь Олег Курский, участник битвы на Калке, в 1226 году вступил в борьбу против Михаила Всеволодовича с целью «изменить решение черниговского съезда». Однако, Михаил одержал победу с помощью войск владимиро-суздальского князя Юрия. В примирении враждующих сторон участвовал присланный киевским князем Владимиром Рюриковичем митрополит Кирилл.
Во время монгольского нашествия на Русь Курск был разорён войсками Батыя в конце 1239 года, однако Курское княжество продолжило своё существование. Имена последних курских князей известны по Любецкому синодику, однако точные годы их правления остаются загадкой. Последним курским князем был Василий Дмитриевич, убитый татарами. Некоторые историки относят это событие к 1275 году, когда Курская земля была разорена ордынским войском, возвращавшимся после похода на Литву.
Со смертью Василия курская княжеская династия пресеклась. Курский княжеский стол прекратил своё существование, однако подчинённая ему ранее территория ещё некоторое время продолжала называться «Курским княжением». В частности, в Никоновской летописи упоминается баскак Ахмат, сын Темира, который около 1283 года откупил у татар право на сбор дани и «делал великую тягость всем людям в Курском княжении». Согласно Лаврентьевской летописи, против Ахмата выступили рыльский и воргольский князь Олег и липовичский князь Святослав, курские же князья более в летописях не упоминаются.
В XIV веке Курск значится среди «киевских городов» в летописном «Списке русских городов дальних и ближних». Исследователи считают, что после падения улуса Ногая (1299) киевское княжение было занято путивльской династией. Затем, после разгрома татар Ольгердом на Синих Водах в 1362 году вся территория с Киевом, Курском и другими городами вплоть до Дона на востоке отошла к Литве. В 1432 году Курск фигурирует в списке владений князя Свидригайла.

## Князья Курские
- Изяслав Владимирович (1094/1095—1096)
- Изяслав Мстиславич (1127—1129)
- Глеб Ольгович (1136—1138)
- Святослав Ольгович (1138—1139, 1149)
- Иван Юрьевич (1146—1147)
- Глеб Юрьевич (1147—1148)
- Олег Святославич (1161—1164)
- Всеволод Святославич «Буй-Тур» (1164(?)—1196)
- Олег (Игоревич/Святославич) (20-е годы XIII века)
- Юрий (Георгий) Ольгович (XIII век)
- Дмитрий (Юрьевич?) (XIII век)
- Василий Дмитриевич (XIV век)

Происхождение последних курских князей Юрия (и его сына Юрия) и Дмитрия (и его сына Василия) является предметом дискуссии среди исследователей, во многом зависящей от их позиции по вопросу происхождения Олега Курского, действовавшего в 1220-е годы. Он мог быть:
1. сыном Святослава Ольговича Рыльского и старшим братом Мстислава Рыльского[2];
2. Олегом Игоревичем[3];
3. сыном Святослава Игоревича[4].

Юрия и Дмитрия считают или отцом и сыном, или братьями, причём в последнем случае Юрия могут считать крестильным именем самого Олега Курского.